# Thạch Tuân
Thạch Tuân (石遵, Shí Zūn) (?-349) là một vị hoàng đế trị vì trong 183 ngày của nước Hậu Triệu trong lịch sử Trung Quốc. Ông là vị hoàng đế thứ hai trong bốn hoàng đế trị vì ngắn ngủi sau cái chết của Thạch Hổ. Ông cũng được biết đến với tước hiệu trước khi trở thành hoàng đế, Bành Thành vương (彭城王).

## Trước và trong thời Thạch Hổ trị vì
Thạch Tuân là con trai của Thạch Hổ với Trịnh Anh Đào (鄭櫻桃), bà cũng sinh cho Thạch Hổ người con trai cả là Thạch Thúy (石邃).  Sau khi Thạch Hổ đoạt lấy quyền lực sau cái chết của Thạch Lặc năm 333, ông đã buộc tân hoàng đế Thạch Hoằng phải lập mình làm Ngụy vương và tất cả con trai của ông ta cũng trở thành thân vương, lúc đó, Thạch Tuân được lập làm Tề vương. Thạch Hổ đoạt lấy ngai vàng vào năm 334, và sau đó ông tuyên bố mình là "Thiên vương" vào năm 337, ông chuyển tước hiệu của tất cả các con trai ngoại trừ Thạch Thúy thành công, do vậy Thạch Tuân trở thành Bành Thành công. Mẹ của ông được lập làm hoàng hậu, trong khi Thạch Thúy được lập làm thái tử.  Tuy nhiên, Thạch Thúy sau đó lại bị giết chết do có âm mưu giết cha, Trình Hoàng hậu cũng bị hạ bậc thành Đông Hải Thái phi.
Trong hầu hết thời gian Thạch Hổ trị vì, Thạch Tuân có lẽ là một vị tướng. Năm 348, sau khi Thạch Hổ giết chết vị thái tử thứ hai, Thạch Tuyên (石宣) vì tội giết Thạch Thao (石韜), ông xem xét việc lập một thái tử khác. Viên quan Trương Cử (張舉) tiến cử hai con trai của Thạch Hổ là Thạch Tuấn, người mà ông ta ca ngợi có tài văn chương và có đạo đức, và Yên công Thạch Bân (石斌), người mà ông ca ngợi là biết các chiến lược quân sự.  Tuy nhiên, dựa trên đề nghị của Trương Sài (張豺), Thạch Hổ lại lập người con trai út Thạch Thế làm thái tử.

## Chính biến chống Thạch Thế
Thạch Hổ lâm bệnh vào năm 349, ông dự định cho Thạch Tuân và Thạch Bân làm đồng nhiếp chính cho Thạch Thế, khiến cho Lưu Hoàng hậu và Trương Sài thất vọng.  Lưu Hoàng hậu và Trương Sài đã giả mạo chiếu thư, cử Thạch Tuân đến Quan Trung và giết chết Thạch Bân. Sau khi Thạch Hổ qua đời, Thạch Thế đã kế vị, Thạch Tuân đã được phong tước hiệu danh dự nhằm xoa dịu, sông ông vẫn không hài lòng.  Ông nay có tước hiệu Bành Thành vương, và liên minh với các tướng Diêu Dặc Trọng (姚弋仲), Bồ Hồng (蒲洪), Lưu Ninh (劉寧), Thạch Mẫn, và Vương Loan (王鸞), không ai trong số họ đặc biệt hài lòng về việc Thạch Thế được chọn, đưa quân đến Nhiệp thành (鄴城, nay thuộc Hàm Đan, Hà Bắc), và giết chết Trương Sài. Thạch Tuân sau đó giả mạo một chỉ dụ của Lưu Thái hậu và lập mình làm hoàng đế, sau đó cho giết Thạch Thế và Lưu Thái hậu. Ông phong cho mẹ mình làm thái hậu, và lập vợ mình làm hoàng hậu. Ông lập con trai của Thạch Bân là Thạch Diễn (石衍) làm thái tử, điều này khiến cho Thạch Mẫn thất vọng do Thạch Tuân trước đó đã hứa phong Thạch Mẫn làm thái tử.

## Trị vì
Mặc dù thất vọng, Thạch Mẫn sau đó đã lãnh đạo quân của Thạch Tuân đánh bại và giết chết Thạch Xung (石沖), người này tuyên bố Thạch Tuân là kẻ phản nghịch vì đã giết chết người thừa kế hợp pháp là Thạch Thế. Sau công trạng trong việc đánh bại Thạch Thế và Thạch Xung, Thạch Mẫn muốn có một quyền lực lớn trong triều đình, song Thạch Tuân đã từ chối. Trong vài tháng sau đó, các tướng địa phương của Hậu Triệu, trong khi bề ngoài vẫn tuân theo Thạch Tuân, dần tách ra khỏi triều đình trung ương. Cũng ý thức được về việc Hậu Triệu đang trên đà sụp đổ, các nước lân cận là Tiền Yên và Tấn đã lên kế hoạch xâm lược, song các cuộc chinh phạt lớn chỉ diễn ra sau thời Thạch Tuân trị vì.
Thạch Tuân nhận thức sự tức giận của Thạch Mẫn đối với mình nên đã triệu tập một cuộc họp của các hoàng thân trước thái hậu, trong đó ông tuyên bố sẽ giết Thạch Mẫn. Tuy nhiên, Trịnh Thái hậu phản đối hành động này, và Thạch Tuân đã do dự. Trong khi đó, một trong các thân vương, Nghĩa Dương vương Thạch Giám, đã thông báo cho Thạch Mẫn biết về kế hoạch của Thạch Tuân, Thạch Mẫn nhanh chóng đưa quân đến bắt giữ Thạch Tuân. Thạch Mẫn sau đó giết chết Thạch Tuân (cùng Trịnh Thái hậu, Trương Hoàng hậu, Diễn Thái tử, cùng một số triều thần được Thạch Tuân tin tưởng) và lập Thạch Giám làm hoàng đế.